# Chambors
Chambors ist eine französische Gemeinde mit 303 Einwohnern (Stand 1. Januar 2022) im Département Oise in der Region Hauts-de-France. Sie gehört zum Arrondissement Beauvais, zum Gemeindeverband Vexin Thelle und zum Kanton Chaumont-en-Vexin.

## Geographie
Die Gemeinde Chambors liegt am Flüsschen Réveillon in der Landschaft Vexin an der Grenze zum Département Eure, unmittelbar östlich von Gisors.

## Bevölkerungsentwicklung
| Jahr                       | 1962 | 1968 | 1975 | 1982 | 1990 | 1999 | 2011 | 2021 |
| -------------------------- | ---- | ---- | ---- | ---- | ---- | ---- | ---- | ---- |
| Einwohner                  | 166  | 140  | 152  | 169  | 307  | 304  | 331  | 306  |
| Quellen: Cassini und INSEE |      |      |      |      |      |      |      |      |

## Sehenswürdigkeiten
- Kirche Saint-Sulpice.[1] (siehe auch: Liste der Monuments historiques in Chambors)
- Calvaire
- ehemaliges öffentliches Waschhaus (Lavoir)

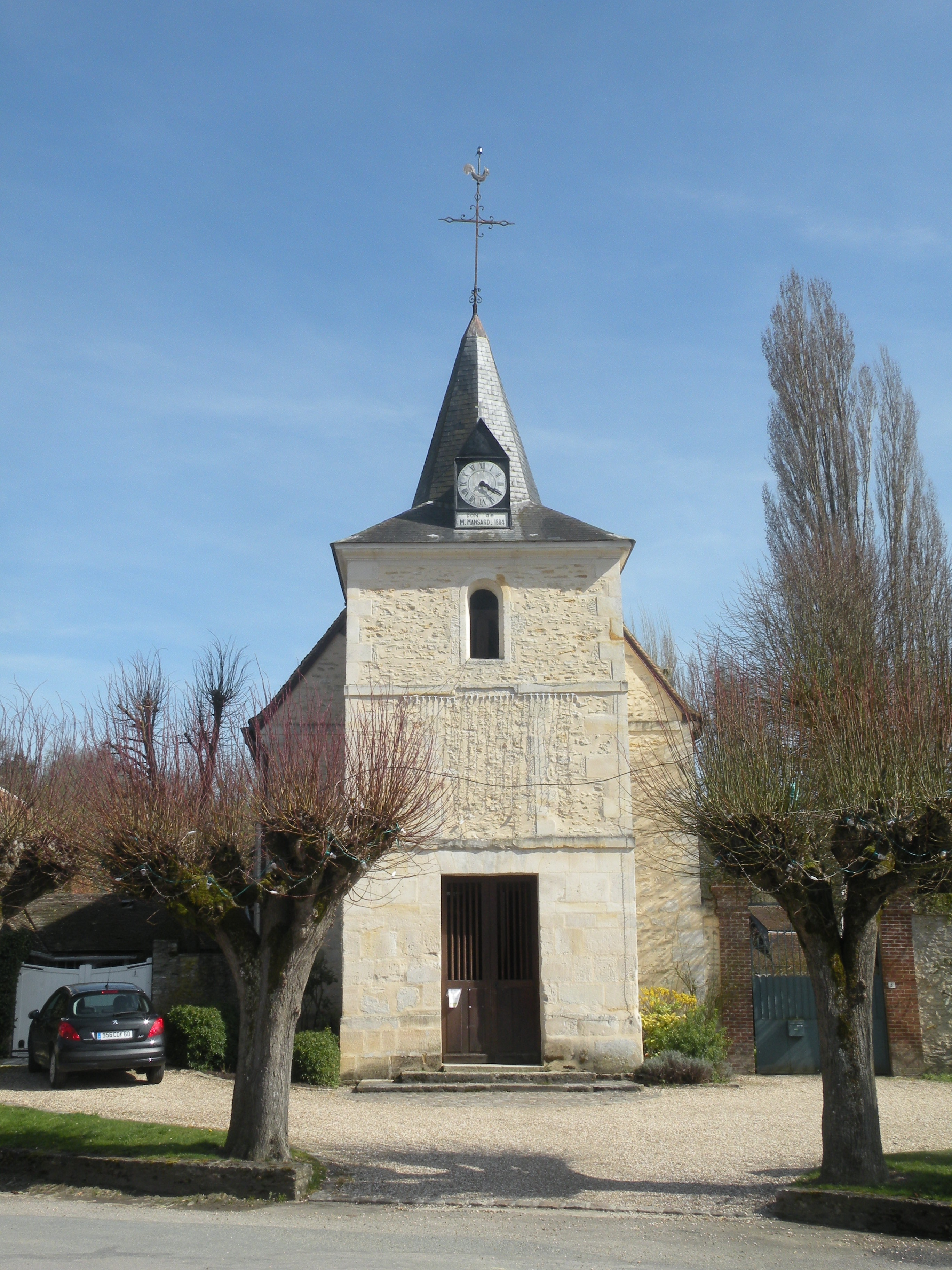
Kirche Saint-Sulpice
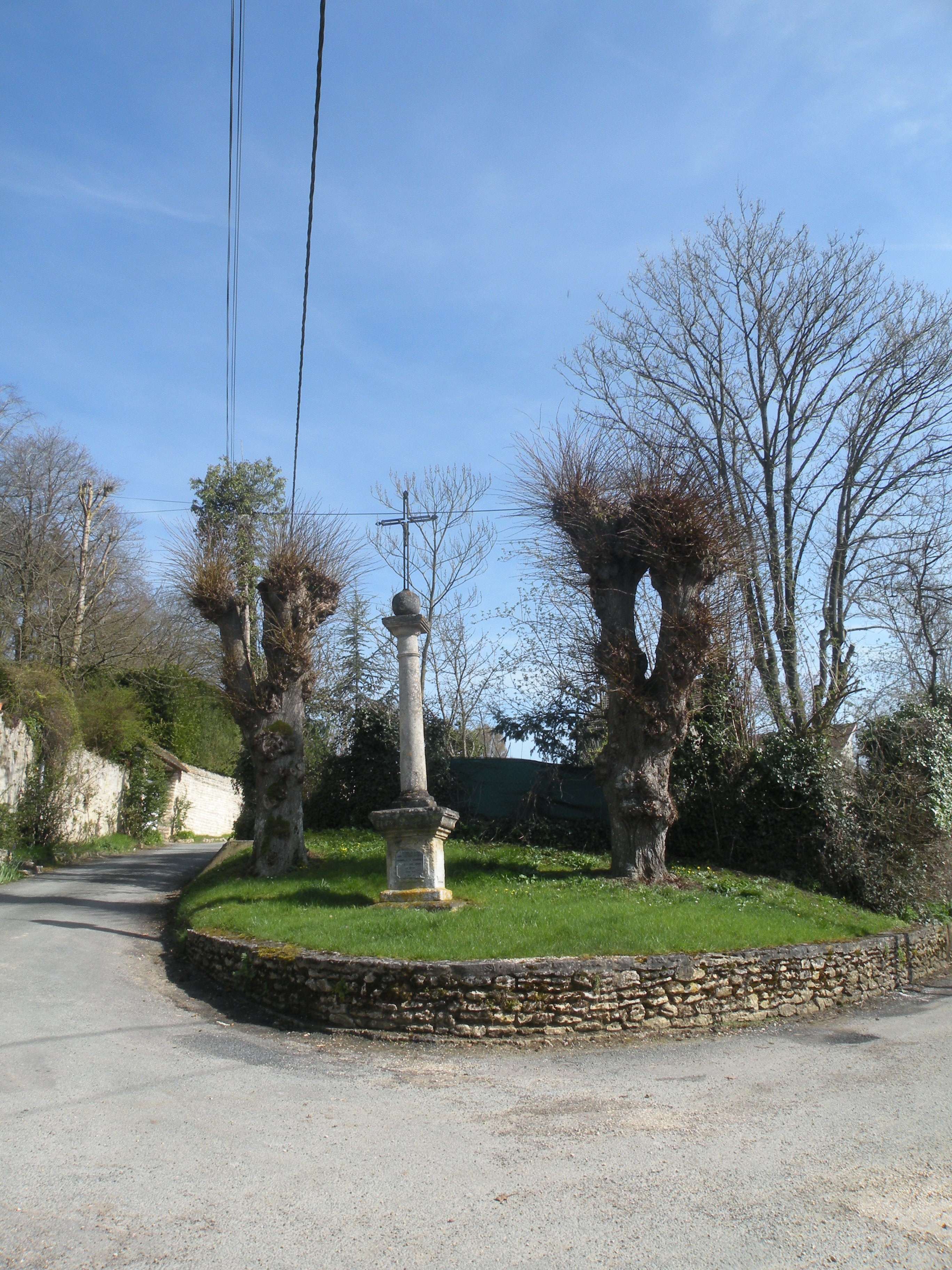
Calvaire
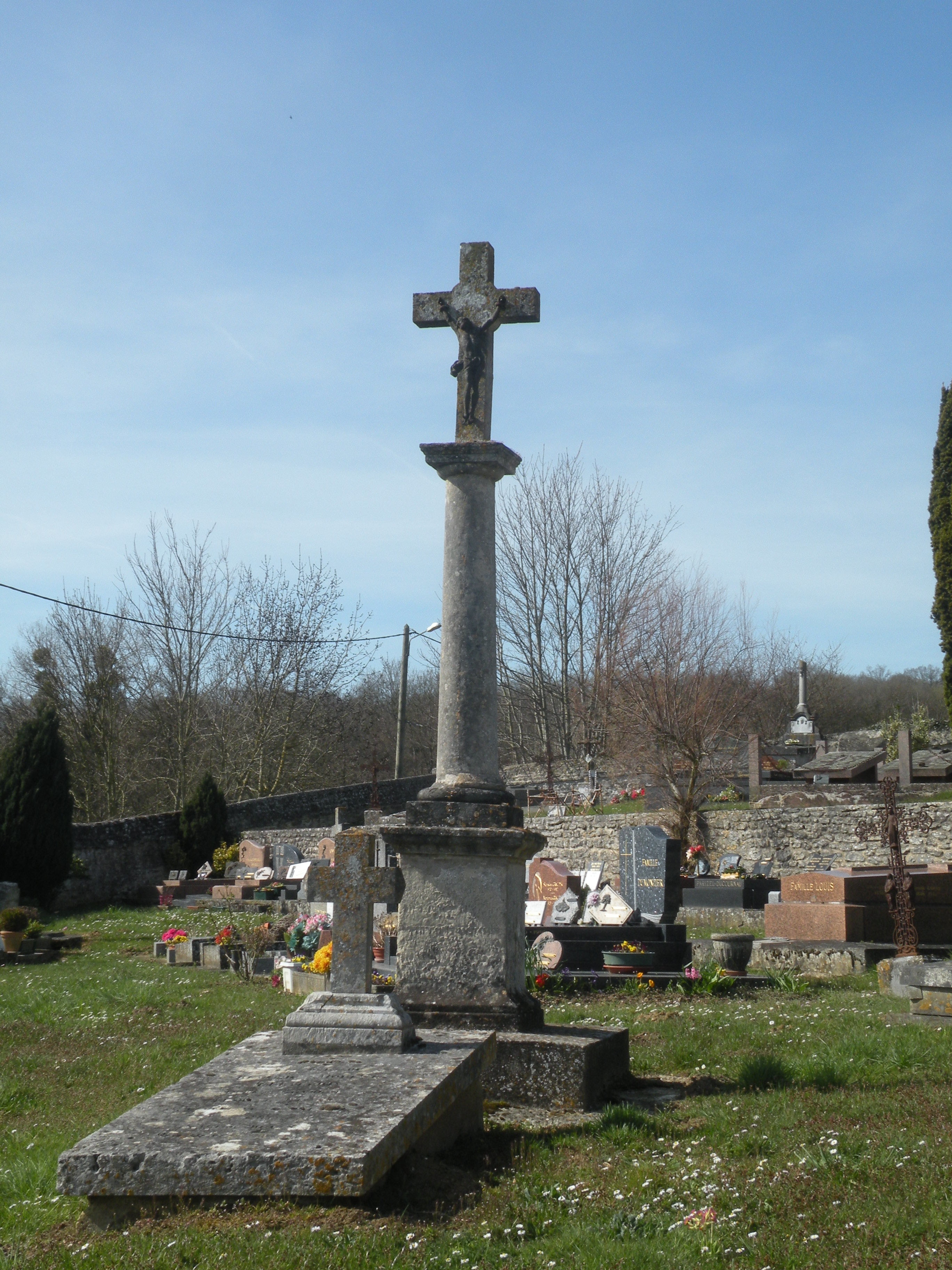
Friedhofskreuz
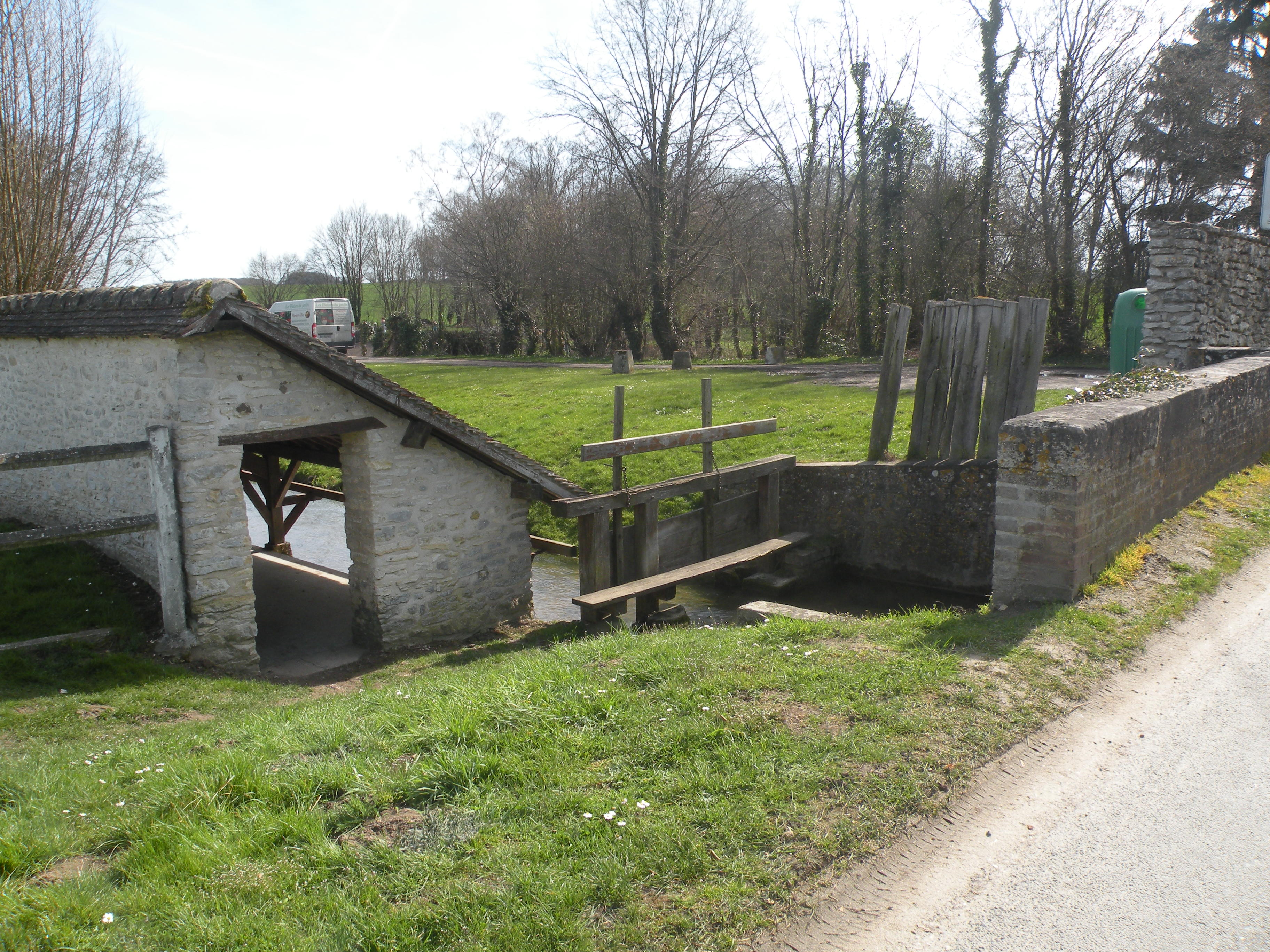
Lavoir
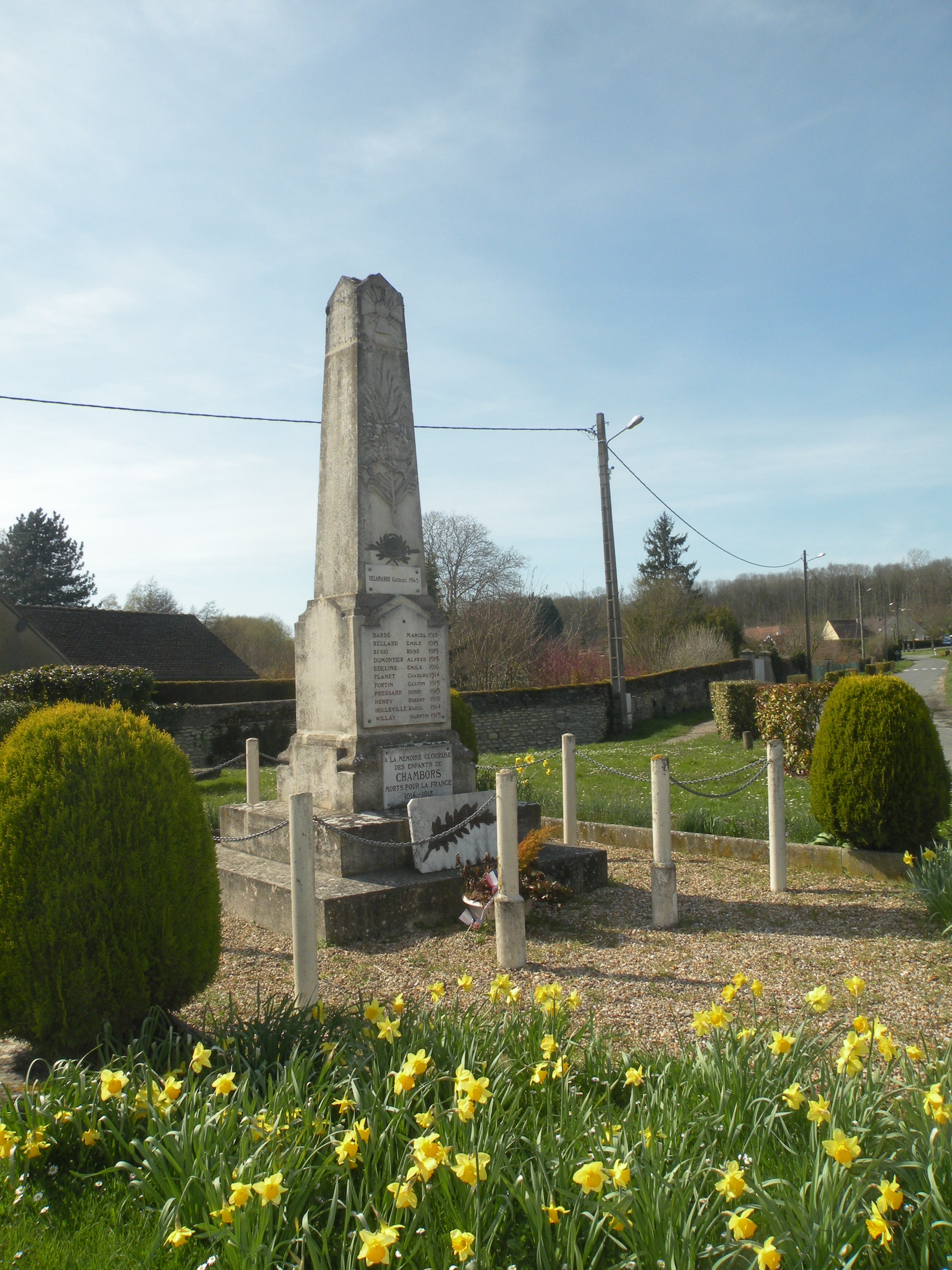
Gefallenendenkmal